# Salvatore D'Alia
Salvatore D'Alia (Lipari, 19 giugno 1930 – Messina, 30 marzo 2013) è stato un politico italiano.

## Biografia
Laureato in giurisprudenza, è stato sin dagli anni sessanta un esponente di spicco della Democrazia Cristiana in Sicilia. Deputato all'Assemblea Regionale Siciliana per cinque legislature dal 1963 al 1985, ha tenuto la vicepresidenza dell'assemblea dal 1976 al 1980. È stato più volte assessore regionale, al Bilancio e Finanze (dal 1980 al 1981) e all'Agricoltura e Foreste (dal 1971 al 1974 e poi dal 1981 al 1985). Nel 1973 viene eletto membro del comitato regionale siciliano della DC, nella lista di "Iniziativa Popolare", corrente guidata da Mariano Rumor e Flaminio Piccoli.
Nel 1987 fu eletto alla Camera dei deputati con la DC: confermato nel 1992, fu sottosegretario alla Difesa nel governo Amato I. Aderì quindi al Centro Cristiano Democratico per il quale fu rieletto alla Camera nel 1994 e nel 1996. Nel 2001, al termine della XIII legislatura, preferì non ricandidarsi, lasciando spazio al figlio Giampiero, che venne eletto parlamentare con l'Unione di Centro.